# Triomino (jeu)
Le jeu de Triominos est une variante des dominos qui utilise des pièces triangulaires.

## Variante
Le jeu Trimino se joue de façon similaire au Triominos. Les chiffres sont placés sur les côtés et non dans les angles.